# Bohutín (kraj ołomuniecki)
Bohutín – gmina w Czechach, w powiecie Šumperk, w kraju ołomunieckim. Według danych z 2021 r. liczyła 709 mieszkańców.